# Harry Dacre
Harry Dacre (peut-être un surnom de Frank Dean ou de Henry Decker), né en 1860 et mort le 16 juillet 1922, est un compositeur anglais.
Harry Dacre connaît la notoriété en 1892 avec la chanson Daisy Bell (ou A Bicycle Built for Two), rendue célèbre par l'interprétation de Katie Lawrence (en). En 1899, sa chanson I'll Be Your Sweetheart est aussi un succès.